# Daniel Torres (football, 1989)
Pour les articles homonymes, voir Daniel Torres.
Daniel Torres est un footballeur international colombien né le 15 novembre 1989 à Cáqueza. Il évolue au poste de milieu de terrain.

## Biographie
En 2016, il est retenu par le sélectionneur José Pékerman, afin de participer à la Copa América Centenario, organisée pour la toute première fois aux États-Unis.

## Palmarès
- Vainqueur de la Coupe de Colombie en 2009
- Vainqueur de la Superliga Colombiana en 2013 et 2015
  - Deportivo Alavès
    - Copa del Rey
      - Finaliste en 2017